# 桐生大橋

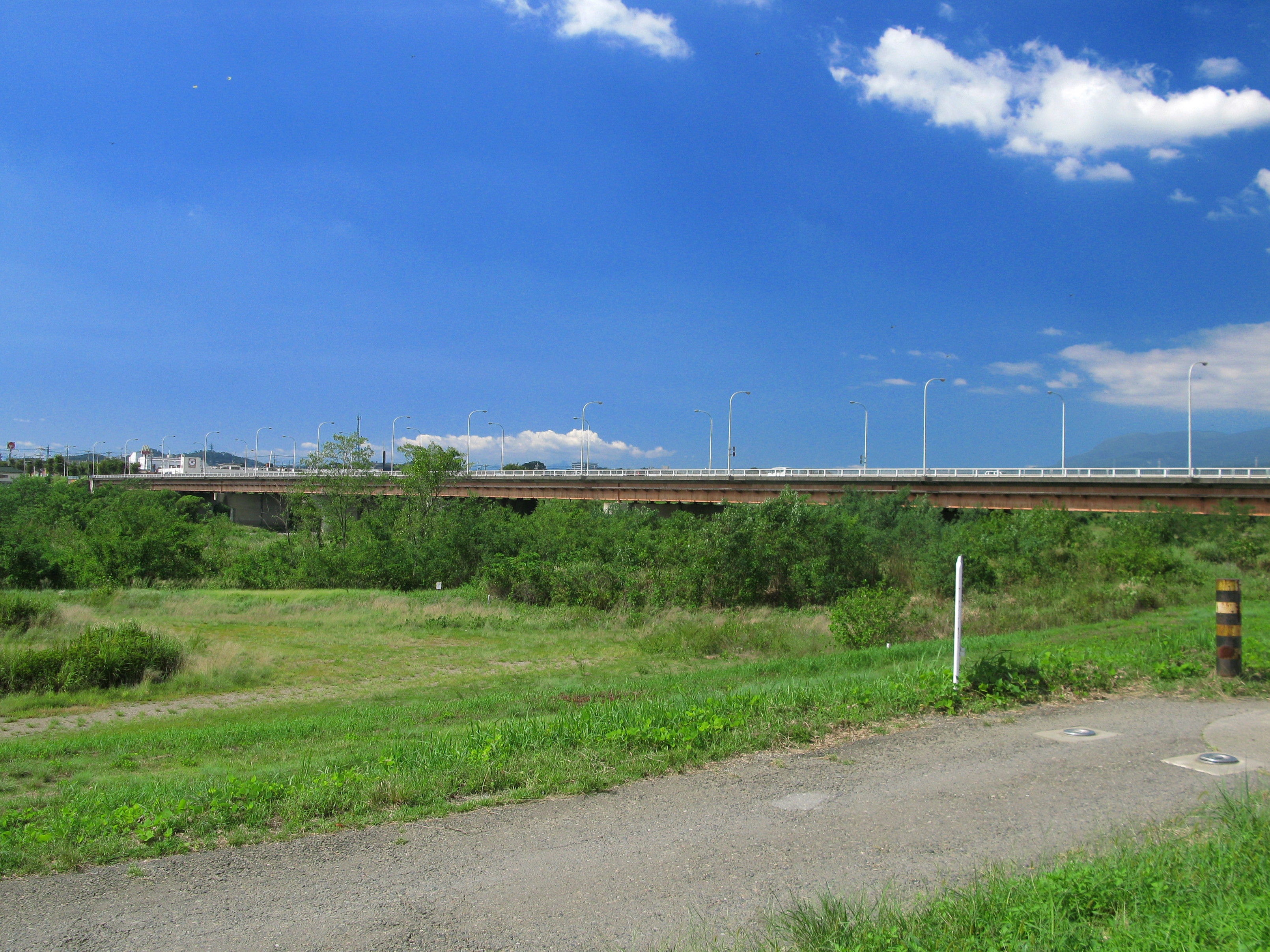
桐生大橋（2012年9月）

桐生大橋（きりゅうおおはし）は、群馬県桐生市の渡良瀬川に架かる自動車および歩行者用の橋梁である。橋長368.2m、幅員20.0m。左岸の清瀬町と右岸の相生町とを結ぶ。上流側には両毛線渡良瀬川橋梁が、下流側には錦桜橋がそれぞれ架かっている。

## 概要
都市計画道路桐生大橋線の一部として、1975年（昭和50年）1月に暫定2車線で開通した。1987年（昭和62年）3月に4車線化された。毎年元日に行われる「ニューイヤー駅伝」では2010年（平成22年）まで当橋を通過していたが、 2011年（平成23年）から経路が変更され、下流の錦桜橋を通って伊勢崎市の西久保中継所に向かうようになった。

## 風景

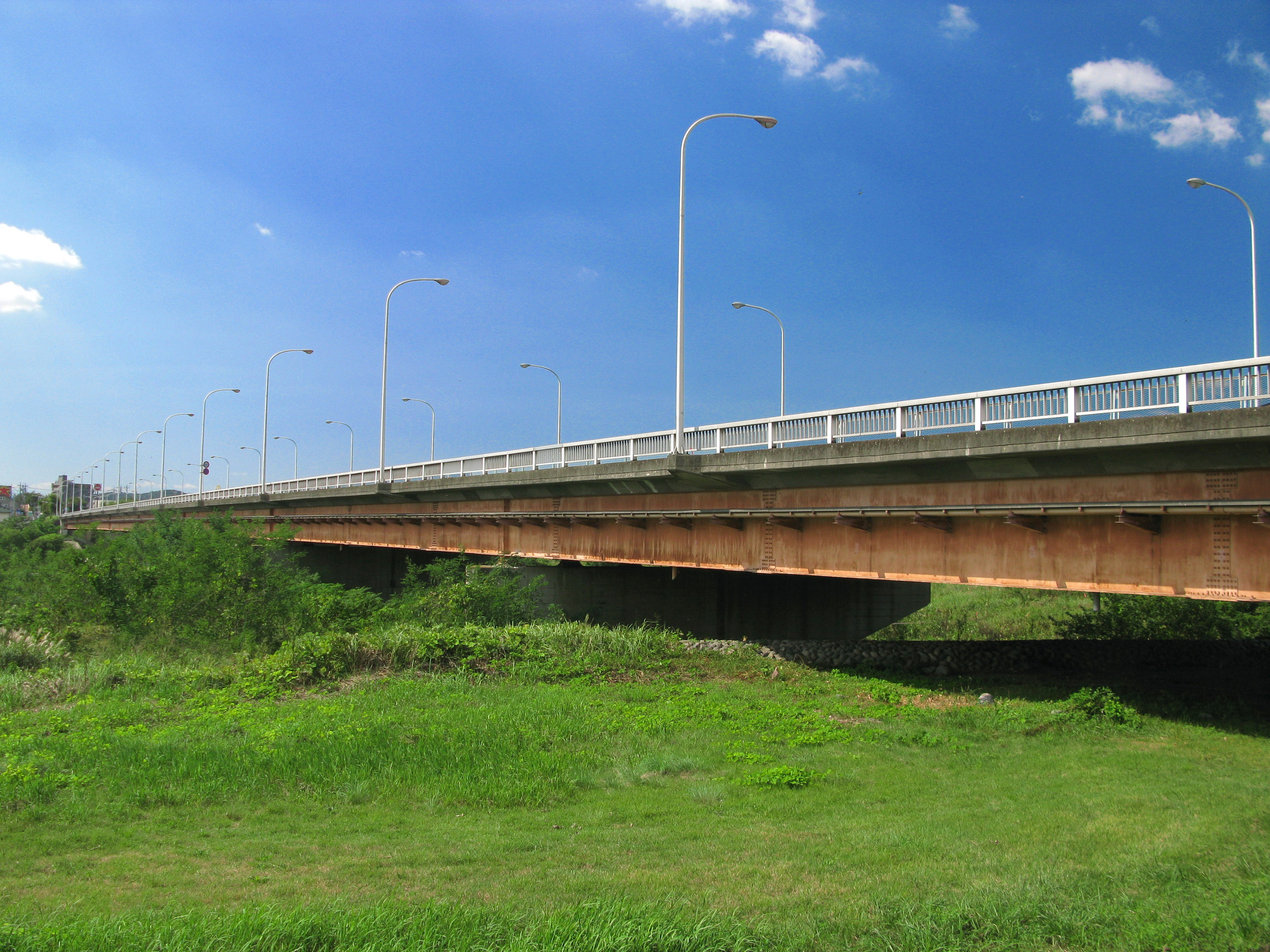
左岸下流側から
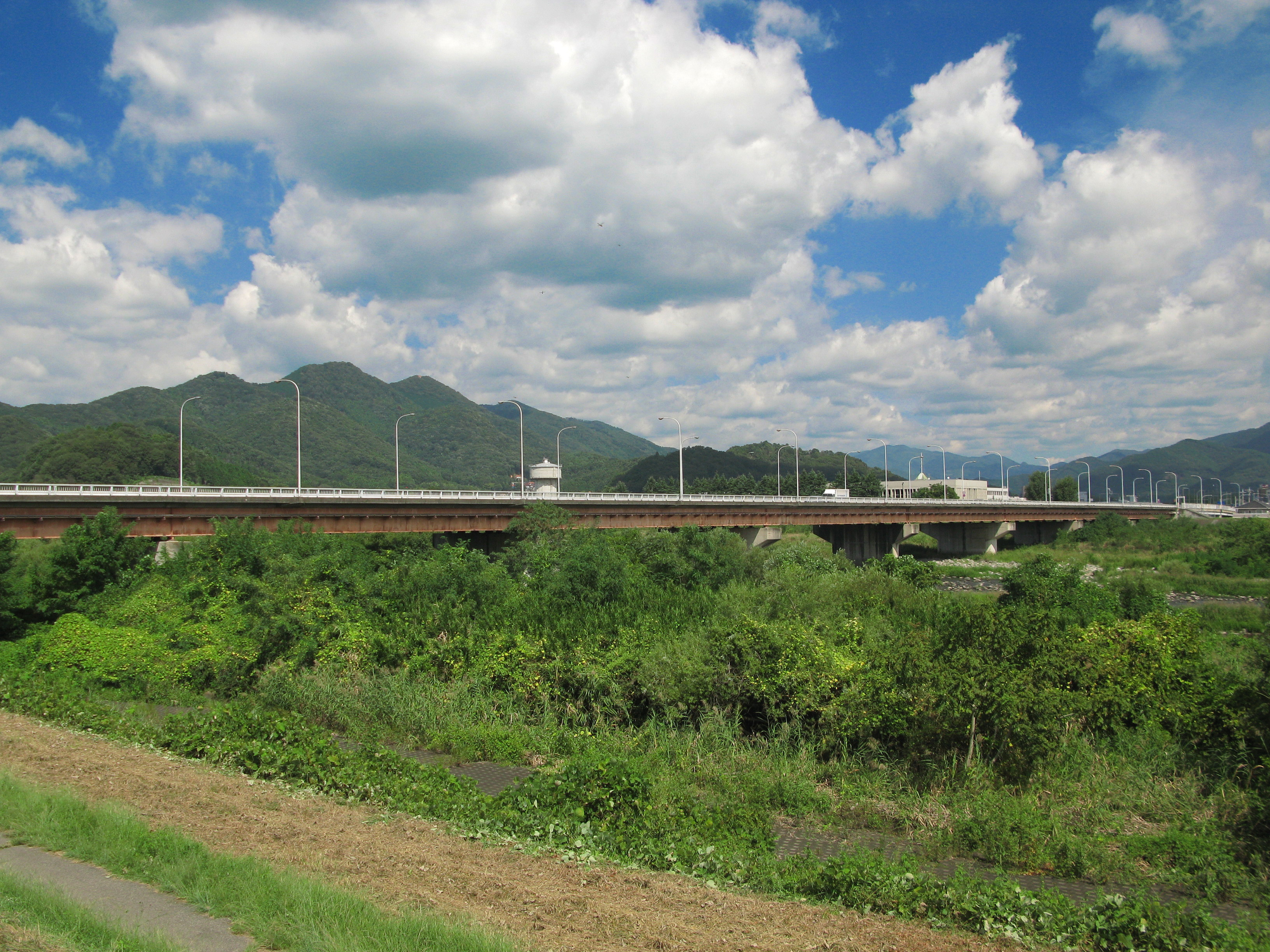
右岸下流側から

## 隣の橋
- 渡良瀬川

上毛線渡良瀬川橋梁 - 両毛線渡良瀬川橋梁 - 桐生大橋 - 錦桜橋  - 中通り大橋